# Sphingonotus tzaidamicus
Sphingonotus tzaidamicus är en insektsart som beskrevs av Leo L. Mishchenko 1936. Sphingonotus tzaidamicus ingår i släktet Sphingonotus och familjen gräshoppor. Inga underarter finns listade i Catalogue of Life.